# Westmitteldeutsche Mundarten

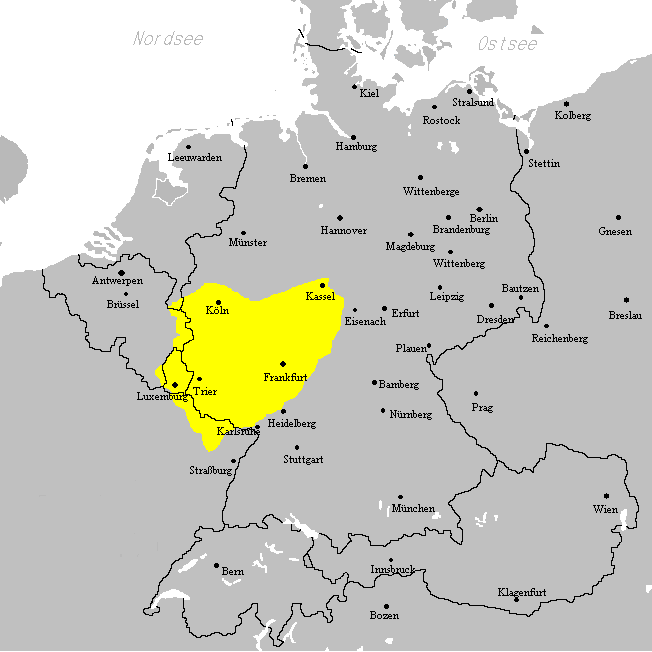
Verbreitungsgebiet des Westmitteldeutschen

Westmitteldeutsch bildet zusammen mit dem Ostmitteldeutschen (thüringisch-obersächsische Dialektgruppe und andere) das Mitteldeutsche. Es wird vor allem entlang des Mittel- und oberen Niederrheins gesprochen. Zum Sprachgebiet gehören insbesondere die Bundesländer Hessen, Rheinland-Pfalz und das Saarland, das Großherzogtum Luxemburg sowie ein kleiner Teil Nordrhein-Westfalens im Süden des Landes, das östliche Belgien, ein kleiner Bereich der Niederlande bei Maastricht und grenznahe französische Gebiete in Lothringen.
Die westmitteldeutschen Dialekte haben die 2. Lautverschiebung größtenteils nicht mitvollzogen. So heißt es in allen Dialekten des Westmitteldeutschen durchgängig appel statt ‚apfel‘ und Parre(r) statt ‚Pfarrer‘. Des Weiteren wird beispielsweise im Kölner und Trierer Raum (Mittelfränkisch) ähnlich wie in den südlichen Bereichen des Niederdeutschen (Westfälisch, Ostfälisch) dat, et für „das“ und „es“ gesagt. Diese Dialekte sind insgesamt näher mit den niederfränkischen Sprachen im Nordwesten, also in den Niederlanden. Südlich der Sankt Goarer Linie oder „dat-das-Linie“, also im Pfälzischen oder Hessischen, heißt es dagegen des und es. Die Mundarten südlich der Speyerer Linie oder „Appel/Apfel-Linie“, also Ostfränkisch und Südfränkisch, haben die 2. Lautverschiebung hingegen vollständig mitgemacht (hier heißt es also z. B. Apfel statt „Appel“), weshalb diese Dialektgruppen oft schon zu den oberdeutschen Mundarten gezählt werden. Die Ausbildung der Merkmale der 2. Lautverschiebung ist uneinheitlich, so dass das westmitteldeutsche Sprachgebiet von einer Reihe meist in Ost-West-Richtung verlaufender Dialektgrenzen (Isoglossen oder „Linien“) durchzogen wird, die zusammen „Rheinischer Fächer“ genannt werden.

## Dialekte und Dialektgruppen des Westmitteldeutschen
- Mittelfränkisch
  - Ripuarisch – in der Literatur des 18. und frühen 19. Jh. oft noch allein als Mittelfränkisch bezeichnet – dazu zählen auch Kölsch, Öcher Platt, Eischwiele Platt, Dürener Platt (in Nordrhein-Westfalen und Belgien, sowie im Südzipfel der Niederlande)
  - Moselfränkisch (in Rheinland-Pfalz im Moselraum, südliche Eifel, nördlicher Hunsrück,  Westerwald, Mittelrhein- und Lahngebiet, im nordwestlichen Saarland sowie in Nordrhein-Westfalen im Siegerland)
    - Mittellothringisch (in Frankreich im Département Moselle im Niedtal)
    - Luxemburgisch, auch Lëtzebuergesch (im Großherzogtum Luxemburg, in Belgien im Areler Land und in Frankreich im Nordwesten des Département Moselle)
- Rheinfränkisch
  - Pfälzisch
    - Westpfälzisch (in Rheinland-Pfalz in der Westpfalz und dem südöstlichen Saarland)
    - Vorderpfälzisch (in Rheinland-Pfalz in der Vorderpfalz sowie Südpfalz und in Frankreich im nördlichen Elsass)
    - Kurpfälzisch (in Baden-Württemberg in der Kurpfalz und in Hessen im südlichen Starkenburg)

  - Ostlothringisch bzw. Saarlothringisch (in Frankreich im Osten des Département Moselle und im sog. Krummen Elsass)
  - Hessisch
    - südhessische Dialekte (in Hessen in der Region Starkenburg und im Rheingau, in Rheinland-Pfalz in Rheinhessen und in Bayern im westlichen Unterfranken)
    - niederhessische Dialekte (in Hessen um Kassel und Bad Hersfeld, und im westlichen Thüringen)
    - oberhessische Dialekte (in Mittelhessen einschließlich Hochtaunus und Wetterau)
    - osthessische Dialekte (um Fulda und in der hessischen Rhön)

An der nördlichen Grenze des westmitteldeutschen Sprachraumes existieren fließende Übergänge zum niederländischen Sprachgebiet, zum Kleverländischen und Niederdeutschen.
An der südlichen Grenze des westmitteldeutschen Sprachraumes gibt es fließende Übergänge zum Ostfränkischen, Südfränkischen und Alemannischen.
Ostfränkisch und Südfränkisch werden manchmal als „hochfränkische Dialekte“ zusammengefasst. 
Mit dem Ausdruck fränkisch werden insbesondere die nicht in Deutschland gesprochenen Dialekte bezeichnet.

## Wortschatz
Der Wortschatz der westmitteldeutschen Dialekte wird erfasst und beschrieben im Rheinischen Wörterbuch (Dialekte der ehemaligen preußischen Provinz Rheinland), im Siegerländer Wörterbuch, im Pfälzischen Wörterbuch (pfälzische Dialekte), im Luxemburger Wörterbuch (luxemburgische Dialekte), im Wörterbuch der deutsch-lothringischen Mundarten (lothringische Dialekte), im Hessen-Nassauischen Wörterbuch (Dialekte in Hessen-Nassau) und im Südhessischen Wörterbuch (rheinhessische Dialekte).